# Arbellara
Arbellara (korsisch Arbiddali) ist eine französische Gemeinde mit 153 Einwohnern (Stand: 1. Januar 2022) auf der MittelmeerInsel Korsika. Sie gehört zum Département Corse-du-Sud, zum Arrondissement Sartène und zum Kanton Sartenais-Valinco. Die Bewohner nennen sich Arbellarais und Arbellaraises.

## Geografie
Das Siedlungsgebiet liegt auf 350 Metern über dem Meeresspiegel. Nachbargemeinden sind Fozzano im Norden, Loreto-di-Tallano im Nordosten, Olmiccia im Osten, Sainte-Lucie-de-Tallano im Südosten, Granace und Sartène im Süden sowie Viggianello im Westen.

## Wirtschaft
Rebflächen in Arbellara sind Teil des Weinbaugebietes Vin de Corse.

## Bevölkerungsentwicklung
| Jahr      | 1962 | 1968 | 1975 | 1982 | 1990 | 1999 | 2008 | 2017 |
| --------- | ---- | ---- | ---- | ---- | ---- | ---- | ---- | ---- |
| Einwohner | 169  | 162  | 153  | 137  | 120  | 111  | 133  | 156  |

## Sehenswürdigkeiten
- Genueserbrücke Spina Cavallu, vermutlich Mitte des 16. Jahrhunderts errichtet, seit 1976 als Monument historique klassifiziert
- Pfarrkirche Saint-Sébastien aus dem 18. und 19. Jahrhundert
- Ehemaliges Festes Haus, heute Wohnhaus, vermutlich aus dem 16. Jahrhundert

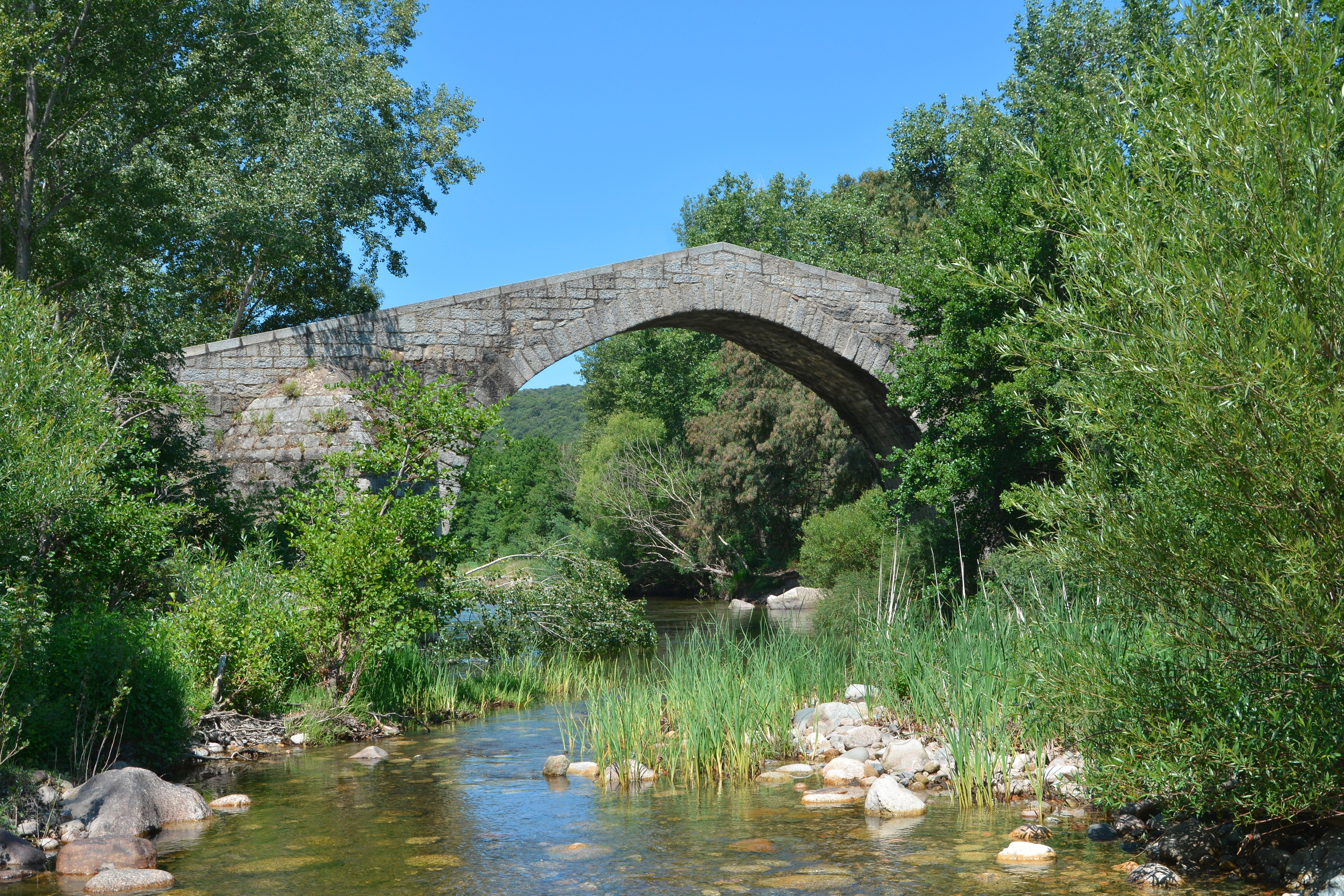
Genueserbrücke Spina Cavallu
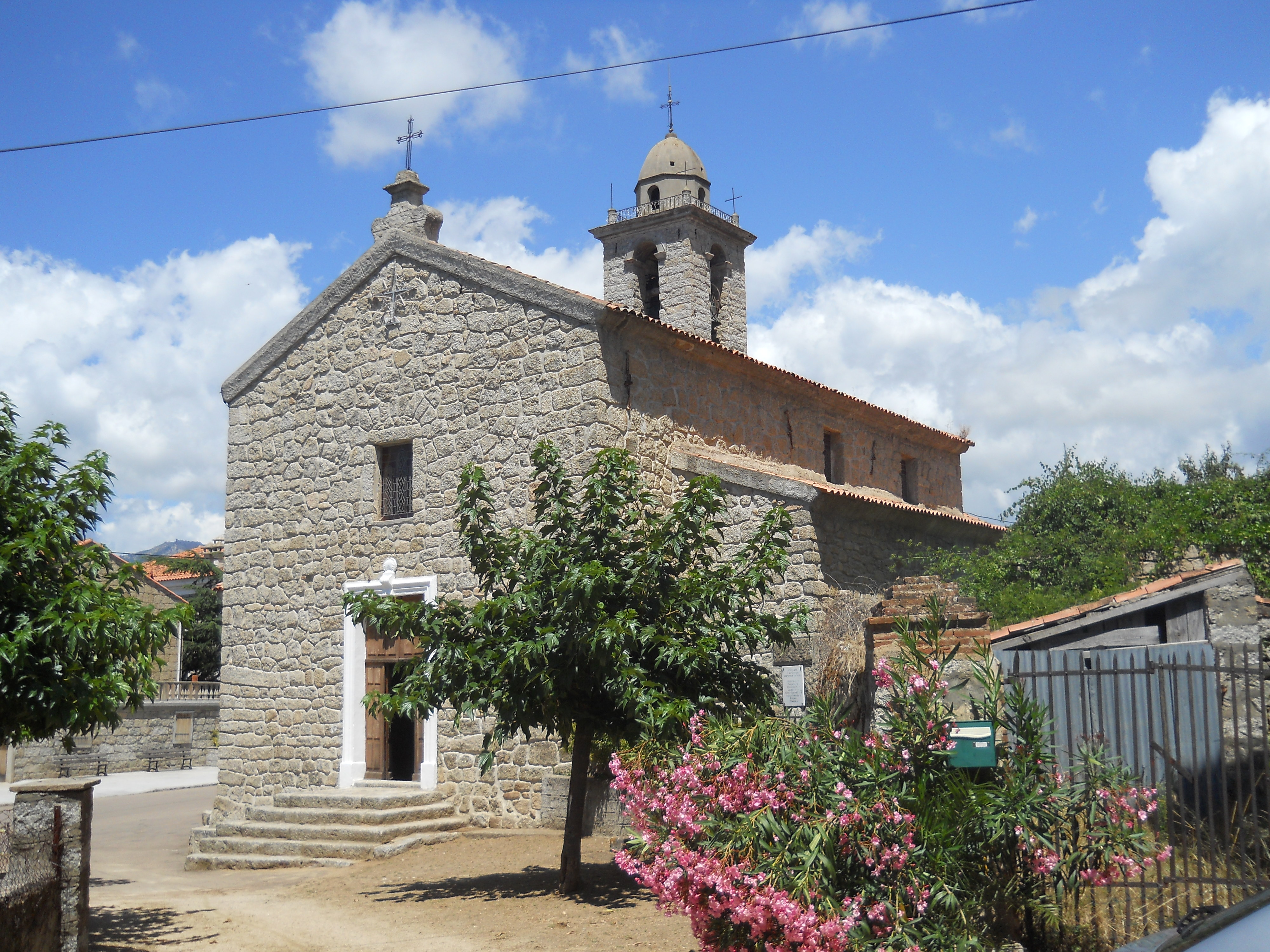
Pfarrkirche Saint-Sébastien